# Рипапа
Рипапа (англ. Ripapa Island, также известен под названием Рипа) — небольшой остров в бухте Литтелтон. Административно входит в состав новозеландского региона Кентербери.

## Доевропейская история
С точки зрения географии, Рипапа занимает выгодное положение в бухте Литтелтон, поэтому на нём в начале XIX века маорийским вождём Таунуну из племени нгаи-таху было построено фортификационное сооружение, или па. В 1820-х годах вождь вступил в противостояние между различными хапу (кланами) племени нгау-тахи из Кентербери, Отаго и Саутленда, получившее название «вражда Каи-Хуанга» (англ. Kai Huanga feud, в переводе с языка маори означает «съешь родственников»).
Племя нгаи-таху продолжало проживать на острове вплоть до 1832 года. Незадолго до этой даты местный вождь Те Факарукеруке покинул Рипапа, чтобы помочь в обороне крепости Каиапои от воинов вождя Те Раупараха, которому, однако, удалось взять под контроль этот населённый пункт и разрушить несколько па на полуострове Банкс, в том числе на острове Рипапа. С тех пор остров был навсегда оставлен маори.

## Европейский период
В конце XIX века на острове расположилась карантинная станция для кораблей, прибывавших из Британии. Впоследствии карантинные здания использовались под тюрьму для жителей маорийского поселения Парихака в регионе Таранаки, которые вели кампанию пассивного сопротивления, выступая против продажи их земель новозеландским правительством.
В начале XX века на Рипапа действовал форт Джервойс (англ. Fort Jervois), который стал одним из четырёх оборонительных сооружений, созданных для защиты бухты Литтелтон в годы Первой мировой войны и входивших в общенациональную систему прибрежных укреплений Новой Зеландии. Окружённый каменной стеной форт был построен в 1886 году, став ответной реакцией на «страх перед русскими» (английский термин — «Russian-scare») , который возник в Новой Зеландии в годы противостояния между Российской и Британской империями в Афганистане. (В 19-м веке русские казались многим жителям Новой Зеландии потенциальными агрессорами. Необъявленные визиты русских военных кораблей вызвали беспокойство.) Он был занят новозеландскими войсками вплоть до окончания Первой мировой войны и вновь стал гарнизоном в годы Второй мировой войны.
В настоящее время в форте сохранились два экземпляра очень редких британских пушек: BL 8 inch Mk I - VII naval gun (один экземпляр из двенадцати оставшихся в мире) и BL 6 inch gun Mk II - VI.
С 1990 года контроль над Рипапа был передан Департаменту по защите окружающей среды Новой Зеландии, объект занесён в список исторических мест Новой Зеландии (категория № 1).